# Иван Данилович (богатырь)
Иван Данилович — русский богатырь, упоминаемый Никоновской летописью.
В летописном Никоновском своде XVI века в рассказе о битве на р. Супое, происшедшей в 1136 г. между Ольговичами черниговскими и киевским князем Ярополком Владимировичем, упоминается, что в числе многих храбрых мужей ярополчих и его братьев был убит Иван Данилов, славный богатырь.
Многие современные историки (например, Я. С. Лурье) категорически отвергают все особые "древнерусские" известия  Никоновской летописи как поздние вымыслы. В нашем случае уже само выражение «славный богатырь» ясно указывает на позднее время включения известия в летописный свод. Некоторые историки полагают, однако, что составитель Никоновского свода пользовался неизвестным нам древним киевским свидетельством о битве на Супое, так как его рассказ гораздо обстоятельнее, сравнительно с рассказами о том же событии в ранних летописях, Ипатской и Лаврентьевской. Битва при Супое, в которой киевская дружина потерпела сильное поражение от черниговской, усиленной наемными половцами, битва, в которой легло много выдающихся «храбров» и было перебито много князей, должна была оставить по себе надолго память в дружинной среде. В этой битве пал и византийский царевич Василий Леонович (Марич), внук Владимира Мономаха. Отсюда выводят, что Иван Данилович, названный славным богатырем, пользовался в своё время в дружинной среде громкой известностью и что его имя упоминалось в какой-нибудь исторической дружинной песне.
В русских былинах, по записям XVIII - XX веков, богатыря Ивана Даниловича нет. Известен, правда, один-единственный вариант былины о Даниле Игнатьевиче и его сыне, где главный герой именуется Иваном Даниловичем. Однако это не более чем отступленение от традиции: во всех остальных вариантах этой популярной былины сын Данилы Игнатьевича именуется Михайлой, а не Иваном.